# Дарниця (фармацевтична компанія)
«Дарниця» — українське фармацевтичне підприємство, ПАТ із головним офісом у Києві. Директор — Андрій Обрізан, голова ради директорів — співвласник компанії Гліб Загорій.
«Дарниця» є єдиним визначеним українським реципієнтом технології виробництва вакцин на основі РНК від Всесвітньої організації охорони здоров'я, тобто працює над розробкою вакцин нового покоління.

## Економічні показники
2020 року «Дарниця» мала другий показник за загальним обсягом продажу на роздрібному ринку лікарських засобів України. 2019 року компанія була лідером у сегменті аптечних продажів за упаковкою.
2020 року вартість компанії становила $360 млн (№ 3 серед українських фармкомпаній).
Частка «Дарниці» на українському ринку лікарських засобів у натуральному вираженні з початку 2024 року становить 14,9 %, в грошовому виразі — 5,6 %. Компанія посідає перше місце в Україні за продажами ліків в упаковках та друге — за обсягами реалізації лікарських засобів у грошовому вираженні.
Виторг «Дарниці» у 2023 році становив 7 млрд грн, а прибуток — 1,4 млрд грн. Виторг компанії за перше півріччя 2024 року становив 2,6 млрд грн, а його позитивна динаміка становила 3 %.

## Експортна діяльність
2019 року підприємство виробляло понад 250 найменувань лікарських засобів. Компанія експортує ліки, імпортує лабораторне й виробниче обладнання та фармацевтичну сировину. 2019 року головними країнами-постачальниками були Китай (54,35 %), Індія (16,84 %), Італія (5,13 %), Німеччина (4,9 %). «Дарниця» експортувала до 20 країн, найбільше до Монголії (28,22 %), Гонконгу (24,65 %), Литви (21,08 %), Боснії (5,51 %), Угорщини (4,54 %). Компанія працює у понад 20 країнах світу, експортує у країни: Азербайджан, Вірменію, Казахстан, Киргизстан, Монголію, Таджикистан, Туркменістан, Узбекистан, Литву, Польщу, Грузію, Молдову, Ірак, Ємен, Гану та Австралію. Ліки «Дарниці» зареєстровані також в Новій Зеландії, Боснії і Герцеговині, Ізраїлі та Малайзії.
Після повномасштабного вторгнення РФ «Дарниця» припинила співпрацю з контрагентами, пов'язаними з Росією та Білоруссю.

## Історія
У 1930 році було створено Київську філію Українського інституту експериментальної ендокринології, який почав виробляти медичні препарати у 1932 році. До переліку продукції виробничих ліній інституту входив, зокрема, гематоген у формі суспензій та таблеток. 1938 року було введено в експлуатацію нові виробничі корпуси, а у 1940 році потужність виробництва становила 4 млн одиниць продукції на рік, що у грошовому еквіваленті становило близько 5 млн карбованців.
У роки Другої світової війни виробництво було евакуйовано на Урал. До 1950 року київське підприємство вдалося функціонально відновити, а вже у 1952 році продуктивність потужностей було доведено до 15,19 млн одиниць продукції на рік. Згодом, у 1954 році, філію інституту було реорганізовано у Дарницький хіміко-фармацевтичний завод. Перший час він спеціалізувався на виробництві ін'єкційних розчинів в ампулах. У 1960-х роках з метою оптимізації було запущено склодувний цех потужністю 300 млн ампул.
У 1976 році було створено Київське виробниче хіміко-фармацевтичне об'єднання «Дарниця», до складу якого увійшли Дарницький хіміко-фармацевтичний завод, Борщагівський завод хіміко-фармацевтичних препаратів і Київський вітамінний завод. Об'єднане підприємство експортувало продукцію до 37 країн світу. У 1985 році до цього об'єднання було приєднано Монастирищенський хіміко-фармацевтичний завод.
У липні 1991 року, на тлі занепаду Радянського Союзу та соціалістичної форми власності, підприємство стало орендним.

### Часи незалежності України
У 1993 році завод було перетворено на колективне підприємство «Фармацевтична фірма „Дарниця“». 1994 року компанія стала закритим акціонерним товариством, а з 2012 року є приватним акціонерним товариством.
У 1990-х роках «Дарниця» почала переоснащувати виробництво відповідно до вимог стандарту GMP (Належна виробнича практика). До 2010 року, за даними дослідження О. Посилкіної та М. Сидоренко, компанія випередила інші українські підприємства, сертифікувавши п'ять ділянок, на яких вироблялось 112 препаратів.
Одночасно відбувалася модернізація основного виробництва: у 1997 році було проведено реконструкцію ділянки асептичного приготування та розливу медичних препаратів, у 2000 році — реконструйовано систему отримання води питної якості. У 2002 році було запущено новий завод стерильних цефалоспоринових антибіотиків, а у 2012 році було переобладнано ампульне виробництво.

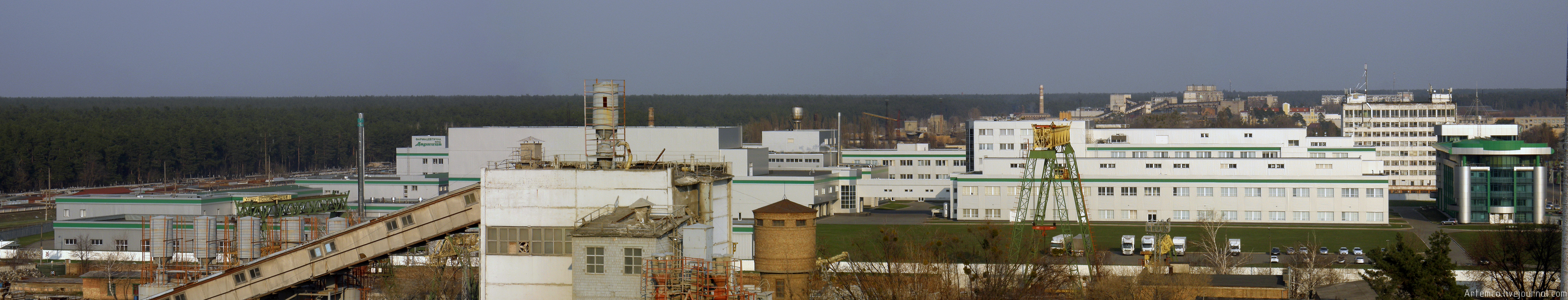
Виробничі будівлі «Дарниці»

На початку 2000-х років на «Дарницю» та ще чотирьох найбільших підприємств України припадало 21 % українського ринку у грошовому виразі та 32 % у натуральному. Перша п'ятірка забезпечила понад половину всіх найменувань лікарських засобів, що вироблялися українською фармацевтичною промисловістю (65 заводів, 27 фармацевтичних фабрик, 119 малих підприємств і окремих цехів).
У 2006 році «Дарниця» була лідером українського ринку аптечного продажу у фінансовому виразі серед українських виробників, і перебувала на четвертій позиції з урахуванням усіх іноземних компаній. 2007 року займала першу і п'яту позиції відповідно.
У 2008 році за допомогою німецької компанії Schäfer було запущено логістичний комплекс загальною площею 15 тис. м² з роботизованим висотним складом (32 метри) на 10 тисяч палето-місць.
До 2009 року компанія мала виробничі площі понад 30 тис. кв. м. Виробнича потужність дозволяла виробляти понад 500 млн ампул, 4 млрд таблеток, 10 млн туб м'яких лікарських форм, 30 млн флаконів стерильних антибіотиків і 35 млн флаконів крапель. За різними оцінками частка компанії на українському фармацевтичному ринку складала біля 7 %.
У 2016 році «Дарниця» потрапила до переліку 20 найбільш інноваційних компаній України видання «Forbes Україна». Компанія запровадила ERP-систему, що дозволяє контролювати логістику, планувати продажі та фокусувати конкретне виробництво під певний попит. У 2019 році було проведено ребрендинг компанії. Того року компанія стала членом Європейської Бізнес Асоціації.
Згідно з журналом «Корреспондент», 2020 року бренд «Дарниця» був третім за вартістю серед усіх українських компаній. У 2018 та 2019 роках компанія займала четверту позицію цього рейтингу.
15 червня 2022 року Дмитро Шимків покинув пост голова ради керівної компанії Darnitsa Group.
Згідно з даними видання «Власть денег», 2020 року «Дарниця» входила до 25 кращих цифрових компаній України. На підприємстві побудовано гібридну ІТ-інфраструктуру, використовуються хмарні технології, оцифровано процес управління життєвим циклом лікарського засобу.

## Ключові особи
Голова наглядової ради — Володимир Загорій, співвласник — Гліб Загорій, генеральний директор — Андрій Обрізан.

## Благодійність
З 2012 року «Дарниця» входить до трійки компаній-лідерів за рівнем розкриття інформації про корпоративну соціальну відповідальність серед 20 найбільших фармацевтичних виробників України.
2019 року компанія виділила 3,4 млн грн на стипендії і 1 млн грн на дослідження в Інституті Аспена, видано стипендії для учасників Міжнародного конкурсу знавців української мови імені Петра Яцика. Допомога БФ склала 23,3 млн грн: фінансувалися соціальні програми та проєкти, зокрема «З турботою про співвітчизника», #GivingTuesday, «Твій безмежний світ».
2020 року компанія на 11 % зменшила споживання води, на 21,4 % — витрати на енергоресурси, 69,3 % відходів передала на переробку[джерело?]. Компанія профінансувала низку проєктів, спрямованих на боротьбу з COVID-19 на 14,1 млн грн. Того ж року компанія з Zagoriy Foundation профінансувала осушення фундаментів і стін Софійського собору та прилеглих монастирських споруд на суму на 2 млн грн.
Від початку повномасштабного російського вторгнення компанія відвантажила медичним закладам України 3 млн упаковок ліків на 250 млн грн[джерело?].
У 2022 році «Дарниця» разом з Zagoriy Foundation надала підтримку Українському католицькому університету на 8 млн грн.
За 2024 рік компанія надала благодійну допомогу на 100 млн грн, 48 млн з яких — лікарські засоби.